# James Gist
James Gist (Adana, 26 de outubro de 1986) é um basquetebolista profissional estadunidense que atualmente joga na HEBA Basket e Euroliga pelo Panathinaikos Atenas Superfoods. O atleta possui 2,07m e atua na posição Ala-pivô. 